# Kabupaten Demak
Kabupaten Demak är ett kabupaten i Indonesien.   Det ligger i provinsen Jawa Tengah, i den västra delen av landet, 400 km öster om huvudstaden Jakarta. Antalet invånare är 1 133 846.